# پوتاکا (اوئانوکو)
پوتاکا (به اسپانیایی: Putaqa) یک کوه در پرو است که در Peru, Huánuco Region واقع شده‌است. پوتاکا ۴٬۶۰۰ متر بالاتر از سطح دریا واقع شده‌است.